# Compagnie Daru dite Daru-Thémpô

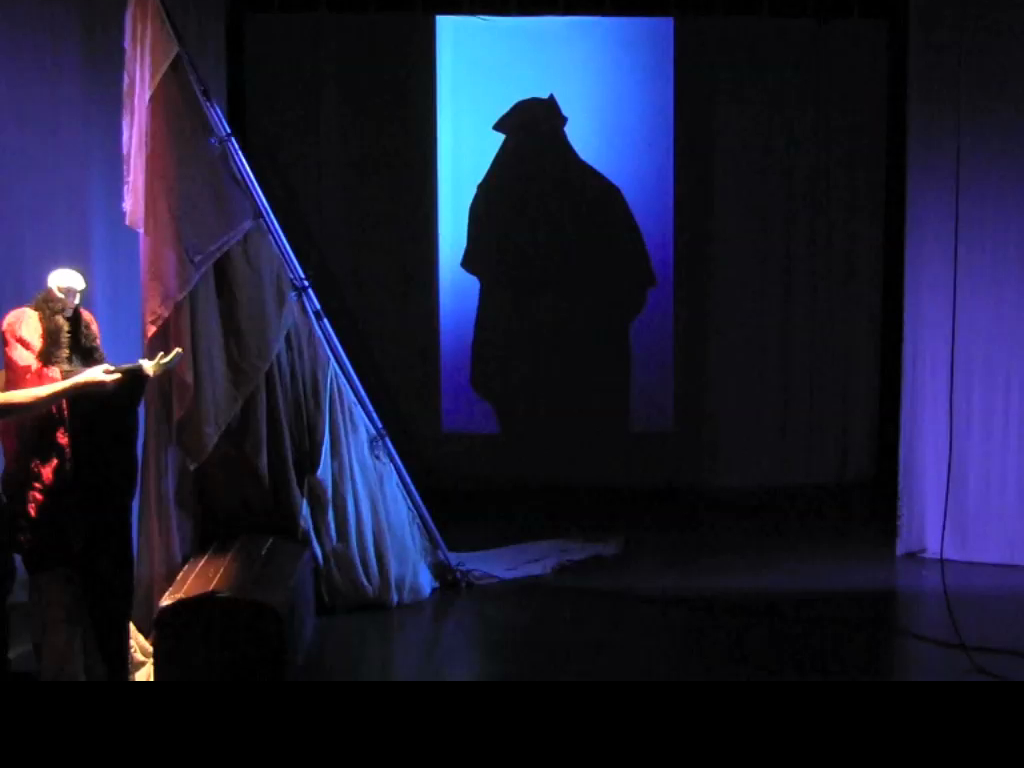

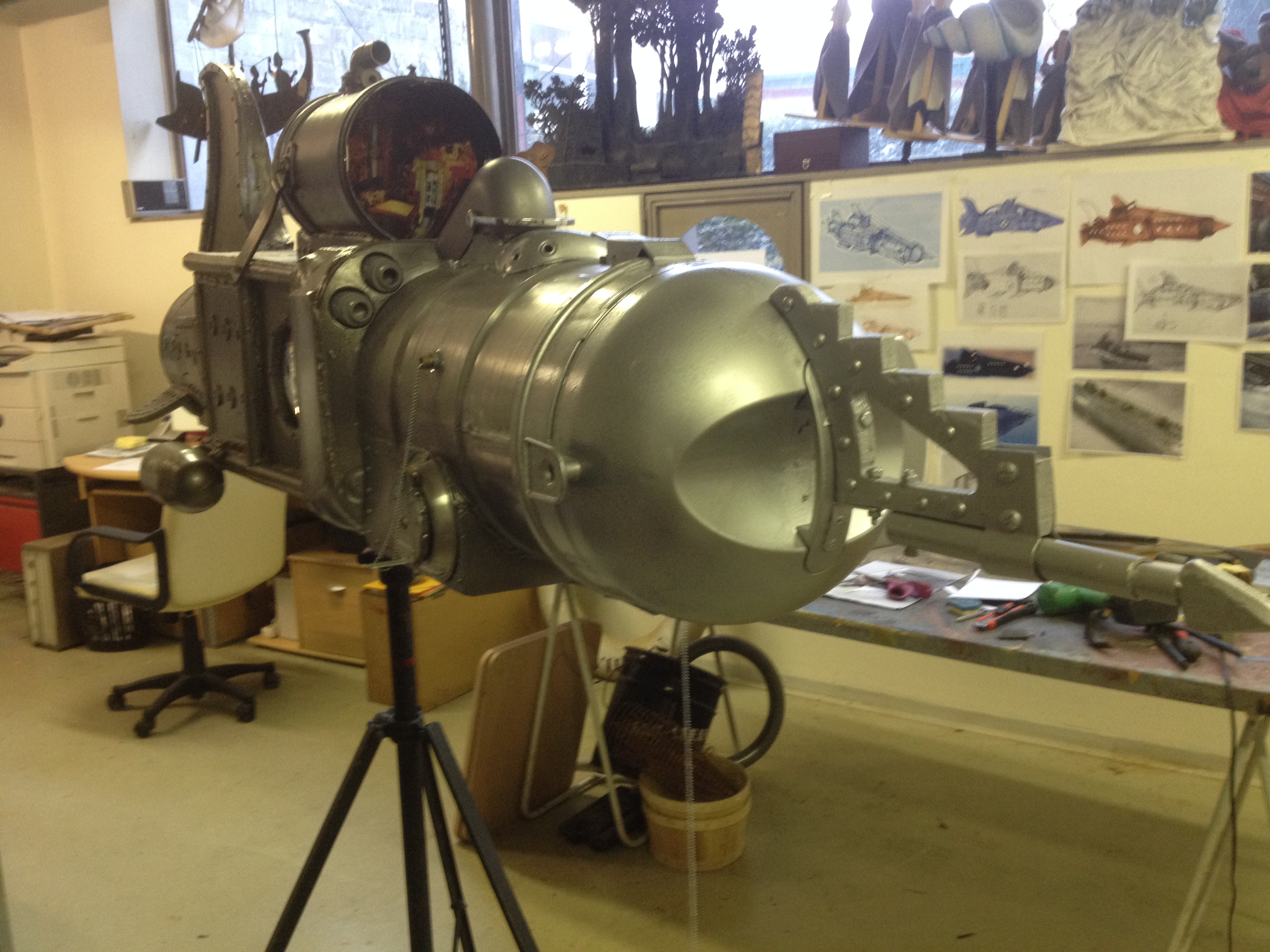

La Compagnie Daru dite Daru-Thémpô est une structure artistique et culturelle consacrée aux arts de la marionnette composée : d'une compagnie de création et de diffusion de spectacles, d'un pôle départemental et d'une fabrique de culture régionale. Elle est implantée dans l'Essonne au sud de la région Ile-de-France à Ollainville.

## Histoire
La Compagnie Daru est une structure de création, de diffusion, d'éducation artistique et d'accueil d'artistes consacrée aux arts de la marionnette.
Elle commence son activité en 1966, sous le nom de Bateleurs de la marotte tout d'abord, puis en 1970 deTiteliers. Elle a été  fondée par Christian Chabaud. Rejoint par Nicole Charpentier (architecte intérieur, plasticienne), Michel Ploix (photographe), François Lazaro (animateur socio-culturel), puis Philippe Angrand (musicien), elle prend le nom de Compagnie Daru en 1973, commençant à fédérer un collectif d'amateurs et de professionnels du spectacle vivant et des arts plastiques. En 1975, elle installe son atelier rue des Colonnes-du-Trône  (Paris 11e). En 1976, elle devient professionnelle avec une équipe artistique permanente. En 1980, elle accède au statut de hors commission pour les subventions d'aide aux compagnies dramatique du Ministère de la Culture. En 1991, elle s'implante en Essonne, et installe son atelier, son espace de création et sa structure de formation et d'accueil en résidence d'artistes à Ollainville 18 rue Saint-Arnoult, , dans un lieu d'activités industrielles, devenu Fabrique de culture régionale en 2014 sous le nom LE MANIPULARIUM.

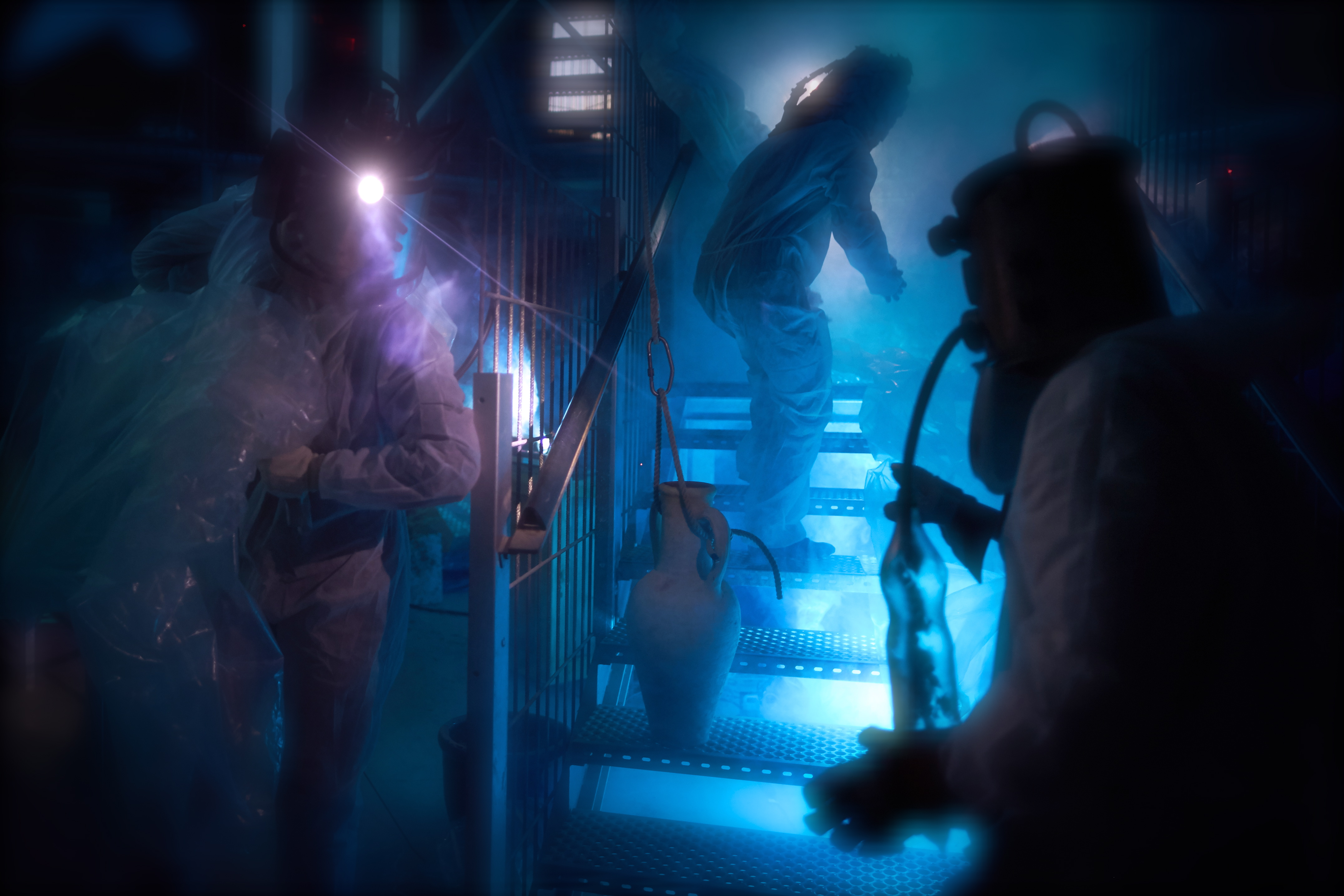

La Compagnie Daru (dite Daru-Thémpô) est conventionnée par le Ministère de la culture, la Région Ile-de-France (Fabrique de Culture Arts de la Marionnette), le département de l'Essonne, l'agglomération Cœur d'Essonne, et en partenariat contractuel (23/26) avec l'Opéra de Massy et les villes essonniennes : Arpajon, Avreainville, Breuillet, Bruyères-le-Châtel, Cheptainville, Grigny, Lardy, Le Plessis-Pâté, Morangis, Ollainville, Saint-Germain-lès-Arpajon (résidence triennale), Saint-Germain-lès-Corbeil, Saint-Michel-sur-Orge.
La structure est co-dirigée depuis 1991 par Philippe Angrand (musicien, compositeur) et Christian Chabaud (metteur en scène, scénographe, marionnettiste), et avec Nicole Charpentier  pour la conception artistique (metteur en scène, dramaturge, plasticienne). Nicolas Charentin, (marionnettiste, formateur, concepteur de réalisation associé) a rejoint l'équipe permanente en 2000. Il coordonne les programmes d'éducation artistique et d'action culturelle que Daru-Thémpô met en place en partenariat avec les collectivités locales et territoriales particulièrement en Essonne et au sud de l'Ile-de-France.
En 2023, les artistes associés sont Pierre Ficheux (comédien), Philippe Pasquini (comédien, performeur), Esther Sironneau (comédienne, marionnettiste), et les artistes en résidence : Arnaud Préchac (Zaï), Richard Destandau (Théâtre de la Lune Bleue), Caroline Sion (Croâ), Michel Rosenmann (X-ZArt), la compagnie Bloom.

## Le lieu et les activités
Ses activités font l'objet de missions conventionnées avec les partenaires institutionnels.
La création de spectacles met en jeu aussi bien des techniques anciennes de marionnettes et de théâtre d'ombres, et le jeu d'acteur que les nouvelles technologies grâce à l'acquisition numérique. Le répertoire peur porter sur des mythes, des légendes, des contes, ou encore des textes contemporains, par exemple des textes destinés initialement au théâtre d'acteurs.
Un programme annuel d'éducation artistique, l'École du spectateur, est mis en place qui s'adresse à tous les publics du très jeune public aux seniors. Il bénéficie de l'agrément du rectorat de l'Académie de Versailles pour son développement dans les établissements scolaires, les I.U.F.M., CANOPÉE, les projets P.E.A.C.
L'activité de la compagnie incorpore également un soutien à la création et un accueil en résidence de marionnettistes. Chaque année, 6 marionnettistes ou jeunes compagnies sont accueillis en résidence dans le dispositif Le Manipularium.
La diffusion de spectacles en Essonne est programmée en partenariat avec 15 villes et théâtres de l'Essonne sous l'appellation Les Champs de la Marionnette (Festival en Arpajonnais, saison en Essonne) : l'exercice 2014-2015 correspond à la 16e édition,,. En 2015 a été mis en place un partenariat régulier avec le Festival mondial des théâtres de marionnettes  de Charleville-Mézières et le Théâtre de l'Agora, scène nationale d'Évry et de l'Essonne.
Daru-Thémpô est partenaire de l'option-théâtre de spécialité de l'enseignement théâtre au lycée René Cassin d'Arpajon fondée en 1993, avec le soutien du Ministère de la culture et du Ministère de l'Éducation Nationale, et forme près de 90 élèves chaque année (coefficent 6 à l'examen du baccalauréat).

## Les spectacles
Ses spectacles ont été tournés dans 13 pays (Europe, Afrique du Nord, Moyen-Orient, Chine, etc.). Ce sont les lieux de création qui sont indiqués.
- Lataircétékoman (1973) création collective - Brantôme (Dordogne)
- Lataircétékoman (1974) création collective - Théâtre de la Plaine - Paris
- Le souffle (1976) Christian Chabaud, François Lazaro, Michel Ploix -  Le Manitou - Paris / Carrefour d'animation de Villeneuve-lès-Avignon
- Tristan et Yseult (1977) Christian Chabaud, François Lazaro (musique : Philippe Angrand) - Brantôme (Dordogne) / Carrefour d'Animation de Villeneuve-Les-Avignon / Théâtre 18 (Paris) / Théâtre des Louvrais (Centre d'Action Culturelle de Cergy-Pontoise) / Théâtre de Parme (Italie)...
- La porte close ? (1978) Christian Chabaud, François Lazaro, Michel Ploix - Les Giboulées de la Marionnette - TJP de Strasbourg / Puppet Art Festival de Hong-Kong (Chine) / Festival Mondial des Théâtres de Marionnettes (Charleville-Mézières) / Festivals de Bielsko-Biawa (Pologne), Nuremberg (Allemagne), Arrivano al Mare (Cervia -Italie)...
- Le Gardien d'Images (1981) Christian Chabaud, François Lazaro (musique : Philippe Angrand) - Biennale de la Marionnette de Cergy-Pontoise / Premières Semaines de la Marionnette à Paris - Carré Sylvia Montfort / Les Giboulées de la Marionnette - TJP de Strasbourg / Festival Arrivano al Mare (Cervia - Italie)...
- Tristan et Yseult (1982) Christian Chabaud, François Lazaro (musique : Philippe Angrand) - Festival Mondial des Théâtres de Marionnettes (Charleville-Mézières) [6] Tournée : Giboulées de la Marionnette - TJP de Strasbourg / C.A.C. de Marne-la-Vallée, Chambéry, Compiègne, Pau, Tarbes / Maisons de la Culture de Reims, d'Orléans / Semaines de la Marionnette à Paris - Théâtre Dejazet / Opéra de Stuttgart (Allemagne) / Festivals de Rotterdam (Hollande), Wasa (Finlande), Erlangen (Allemagne), Nuremberg (Allemagne)...
- Disparus dans la Lumière-Temps (1984) Nicole Charpentier - Semaines de la Marionnette à Paris - Espace Kiron / Théâtre de Charleville-Mézières (Institut International) / C.A.C de Mâcon / Festivals de Gand (Belgique), Lugano (Suisse), Monte Rotondo (Rome - Italie), Bilbao (Espagne) / Centres culturels français de Bagdad (Irak), Ahman (Jordanie), Damas & Alep (Syrie)...
- Le Jardin Pétrifié (1985) Christian Chabaud, Jean-Pierre-Lescot - Festival Mondial des Théâtres de Marionnettes (Charleville-Mézières) [7] / C.A.C. de Marne-la-Vallée, Annecy, Douai, Laval / Centre culturel Français de Tunis, Sousse (Tunisie)
- Microb'Images (1986) Nicole Charpentier - Espace Gaité Montparnasse - Paris / Nancy Formes Théâtre (Nancy)
- Dom Juan (1988) Molière adapt. Christian Chabaud - Théâtre de la Plaine - Paris / C.A.C. de Sceaux / Nancy Formes Théâtre (Nancy) / Festival Mondial des Théâtres de Marionnettes (Charleville-Mézières) ...
- Platée (1989) Rameau - production Atelier lyrique de Tourcoing, co-pro. Cie Daru - Théâtre de Tourcoing / Opéra Comique (Paris) / Opéra Gabriel (Versailles)
- La Légende d'Yvain (1990) Nicole Charpentier - Semaines de la Marionnette à Paris / C.A.C. de Saint-Nazaire / Nancy Formes Théâtre (Nancy) / Festival Mondial des Théâtres de Marionnettes (Charleville-Mézières)  / Théâtre des Cinq Diamants (Paris)
- Le Mur et le Petit Monsieur (1991) Christian Chabaud - Festival Mondial des Théâtres de Marionnettes (Charleville-Mézières) / Théâtre des Cinq-Diamants (Paris) / Centres culturels de Pau, Blanquefort / Festival Marionnettissimo Toulouse, Tournefeuille, Muret / Salle Picasso (La Norville) / Théâtre (Étampes)...
- Dom Juan ou le Festin de Pierre (1993) Molière adapt. Christian Chabaud - Théâtre d'Étampes / C.D.N. Jeune public de Hérouville /
- Le Voyage Bleu d'Ulysse (1995) d'après L'Odyssée d'Homère adapt. Christian Chabaud - Théâtre du Campagnole (C.D.N. Corbeil-Essonnes[8] / Festival Mondial des Théâtres de Marionnettes (Charleville-Mézières) / Théâtre d'Étampes...
- Aucassin et Nicolette (1996) adapt. Nicole Charpentier - C.D.N. Corbeil-Essonnes / Espace Jules Verne (Brétigny-sur-Orge) / Théâtre d'Étampes / M.J.C. (Villebon-sur-Yvette)...

Spectacle : Le Rossignol de l'Empereur de Chine Zao

- Spectacle : Le Rossignol de l'Empereur de Chine ZaoLe Rossignol de l'Empereur de Chine (1998/2002) Andersen adapt. Nicole Charpentier - Théâtre de l'Agora - scène nationale (Évry) / Salle Picasso (La Norville) / Centres culturels de l'Essonne (Bruyères-le-Châtel, Avrainville, Saint-Germain-lès-Arpajon...) / Théâtre de Beauvais (& tournée en Beauvaisis) / Les Champs de la Marionnette (Essonne) / Théâtre Roublot - Voyages en Marionnette (Fontenay-sous-Bois) / Festival Mondial des Théâtres de Marionnettes (Charleville-Mézières)...
- " Alexandre, le Singe et le Crocodile " d'après le  Pankatantra . Nicole Charpentier - Salle Picasso (La Norville) / Espaces et services culturels de l'Essonne (Bruyères-le-Châtel, Avrainville, Saint-Germain-lès-Arpajon...) / Espace Jules Verne (Théâtre de Brétigny) / Théâtre de Beauvais / C.A.C. de Douai / Festival Mondial des Théâtres de Marionnettes (Charleville-Mézières)/  Giboulées de la Marionnette (C.D.N. Strasbourg)...Spectacle : Escurial, Combat pour un Roi et un Fou

Spectacle : Escurial, Combat pour un Roi et un Fou

Spectacle : Dissident, il va sans dire

- Escurial, combat pour un roi et un fou (2001) Ghelderode adapt. Nicole Charpentier - Théâtre de la Marionnette à Paris - Théâtre du Chaudron (Paris - Cartoucherie de Vincennes)[9] / Centre culturel de Morsang-sur-Orge / Salle Picasso (La Norville) / Espace Alya (Festival Off Avignon / Festival du Théâtre du Fust (Le Cheylard) / Festival Mondial des Théâtres de Marionnettes (Charleville-Mézières)...Spectacle : Dissident, il va sans dire
- Dissident, il va sans dire (2004) Michel Vinaver adapt. Nicole Charpentier - Festival M.A.R.T.O.(Théâtre de Vanves)[10] / Scènes conventionnées de Lozère / Salle Picasso (La Norville ) /  Les Champs de la Marionnette (Essonne) / Espace Audiberti (Palaiseau) / Espace Jemmapes (Paris)...
- Où est le N'Ours ? (2006) Christian Chabaud, Nicole Charpentier - Salle Picasso (La Norville) / Espace Jules Verne (Théâtre de Brétigny) / Espace Audiberti (Palaiseau) / Espaces & services culturels de l'Essonne (Ollainville, Avrainville, Cheptainville, Marcoussis...) /  Les Champs de la Marionnette (Essonne)...
- Good Bye Dom Juan (2007) Molière adapt. Christian Chabaud - Fête des Mômes Sainte-Geneviève-des-Bois / Domaine départemental de Méréville (Essonne) / Espace des Célestins (Marcoussis)...
- La Conférence des Papillons (2009) Christian Chabaud, Nicole Charpentier - Chapiteau Chapazard (Arpajon - La Norville) / Théâtre des Célestins (Marcoussis) / Espaces & services culturels de l'Essonne (Bruyères-le-Châtel, Juvisy-sur-Orge, Morsang-sur-Orge)...
- Papillon… Vole ! (2010) Christian Chabaud, Nicole Charpentier- Théâtre Le Lucernaire (Paris) / Espace Jules Verne (Théâtre de Brétigny) / Espace Audiberti (Palaiseau) / Festival Mondial des Théâtres de Marionnettes (Charleville-Mézières)...
- Le Rossignol de l'Empereur de Chine Zao (2010 - 2016 reprise) d'après Andersen adapt. Nicole Charpentier - Théâtre Le Lucernaire (Paris)[11] / Théâtre d'Étampes / Espace Audiberti (Palaiseau) / Espaces culturels de l'Essonne (Arpajon, Cheptainville, Lardy, Marcoussis...) / Théâtre Roublot - Voyages en Marionnette (Fontenay-sous-Bois)...
- Dissident, il va sans dire (2010 - 2016 reprise) Michel Vinaver adapt. Nicole Charpentier - Les Champs de la Marionnette - Salle Picasso (La Norville) /  Giboulées de la Marionnette (TJP Centre dramatique national de Strasbourg) / Théâtre des Roches (Montreuil) / Théâtre Roublot - Voyages en Marionnette (Fontenay-sous-Bois) / Théâtre de l'Atalante (Paris)...
- Ali Baba et les Quarante Voleurs = Quarante-et-un (2012) d'après le conte adapt. Nicole Charpentier - Théâtre d'Étampes[12]- Espaces & services culturels de l'Essonne (Breuillet, Lardy, Dourdan, Marcoussis, Paray-Vieille-Poste, Saint-Germain-lès-Arpajon...)

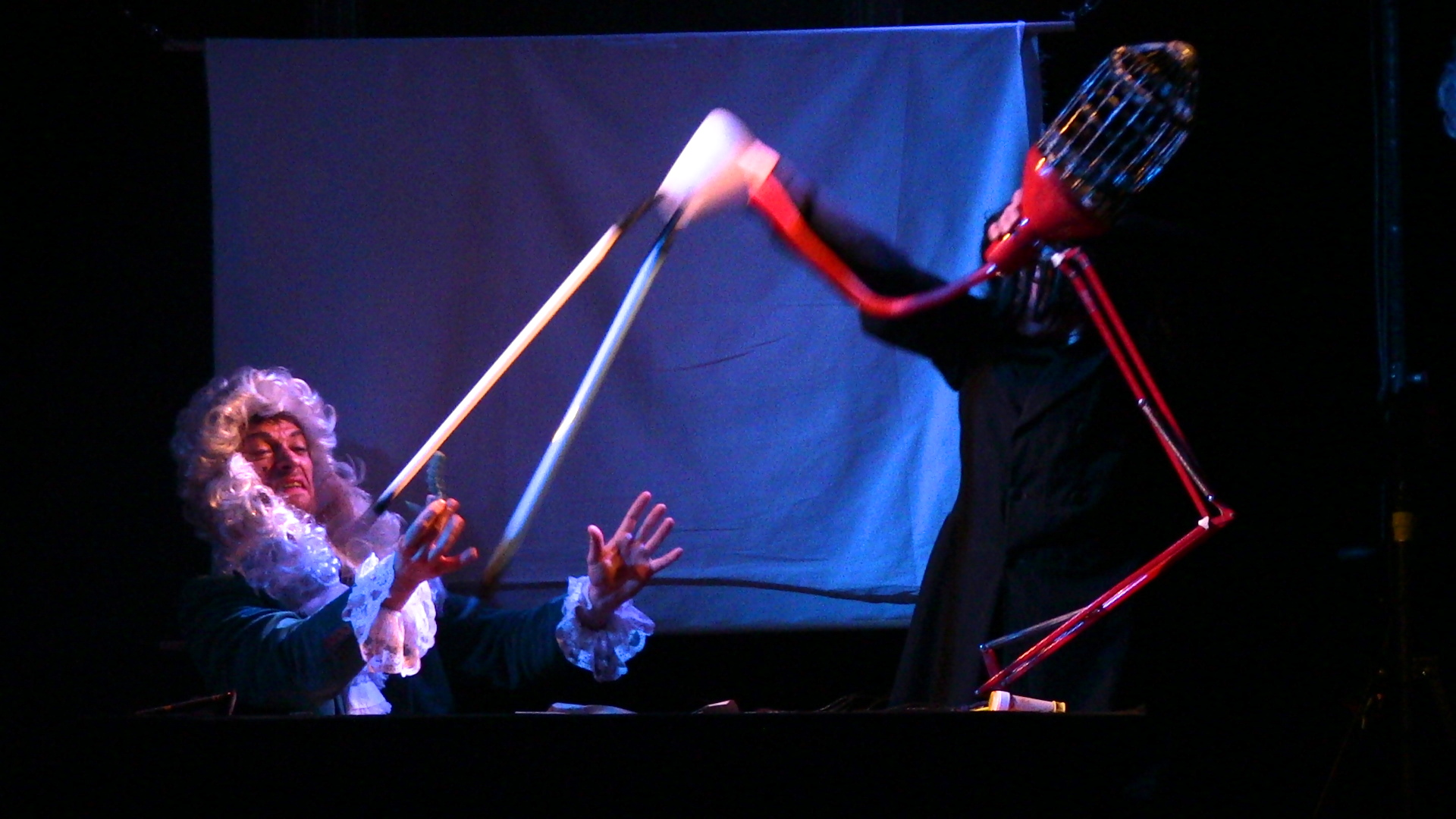
Spectacle : Les Fables de La Fontaine Tout à Trac

- L'Odyssée, l'Ombre d'un Rêve (2013) d'après L'Odyssée d'Homère adapt. Christian Chabaud - site du Manipularium & C.C.Arpajonnais (Ollainville)[13]Spectacle : Les Fables de La Fontaine Tout à Trac

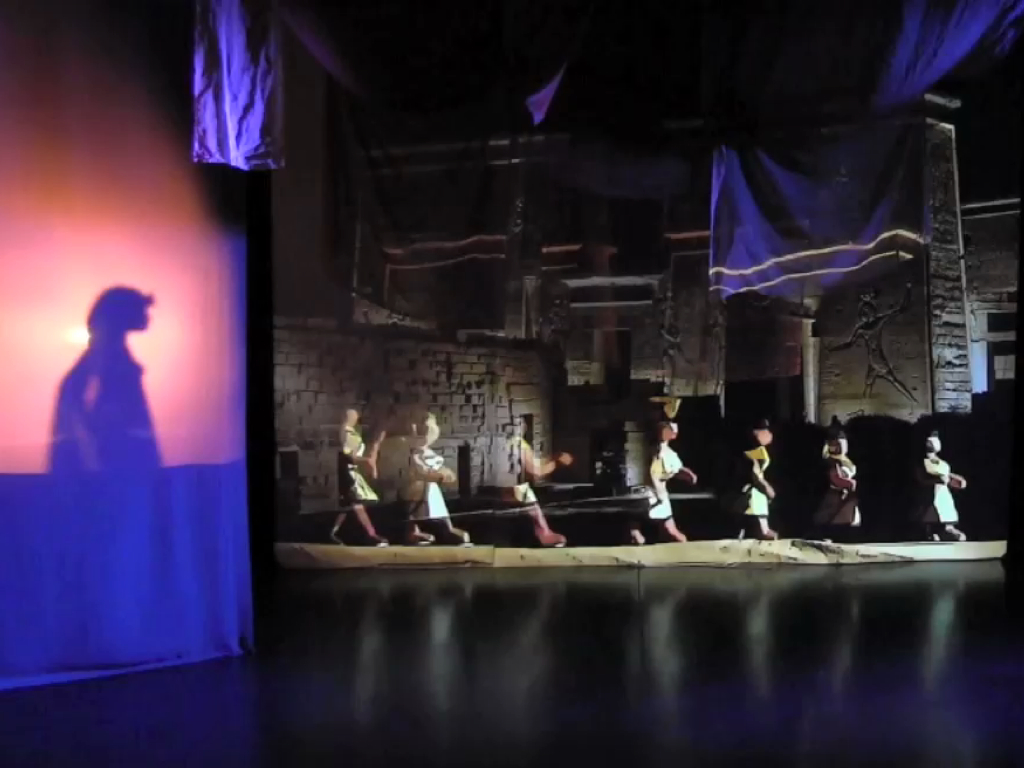
Spectacle :Fragments, scènes de voyages des temps anciens

- Les Fables de La Fontaine Tout à Trac (2013 - 2018) texte Jean de La Fontaine - m.e.s. Nicole Charpentier, Christian Chabaud - Théâtre de Nesle (Paris)[4] / Festival Jean de La Fontaine (Château-Thierry) / Théâtre d'Étampes / Espaces & services culturels de l'Essonne (Lardy, Saint-Germain-lès-Arpajon, Avrainville, Breuillet, Cheptainville, Ollainville, Saint-Chéron, Marolles-en-Huirepoix, Longpont-sur-Orge, Ballancourt, Saint-Michel-sur-Orge...) / Espace Audiberti (Palaiseau) / Théâtre des Roches (Montreuil)...Spectacle :Fragments, scènes de voyages des temps anciens
- Fragments, scènes de voyages des temps anciens (2014) extraits de spectacles. m.e.s. Christian Chabaud - Théâtre d'Étampes / Festival Mondial des Théâtres de Marionnettes (Charleville-Mézières) / Espaces & services culturels de l'Essonne (Breuillet, Lardy, Marolles-en-Hurepoix, Saint-Germain-lès-Arpajon...)

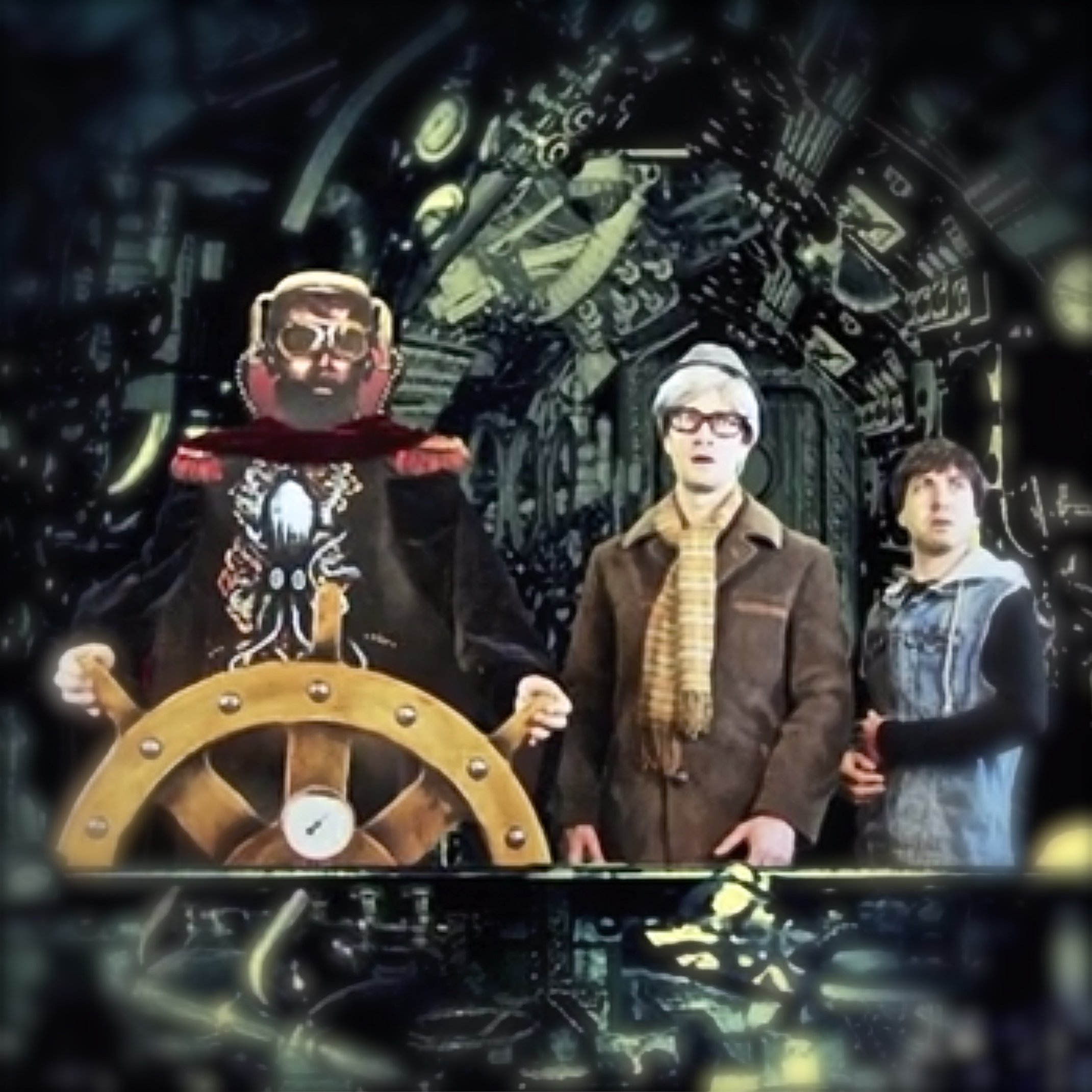
Plongées Immobiles

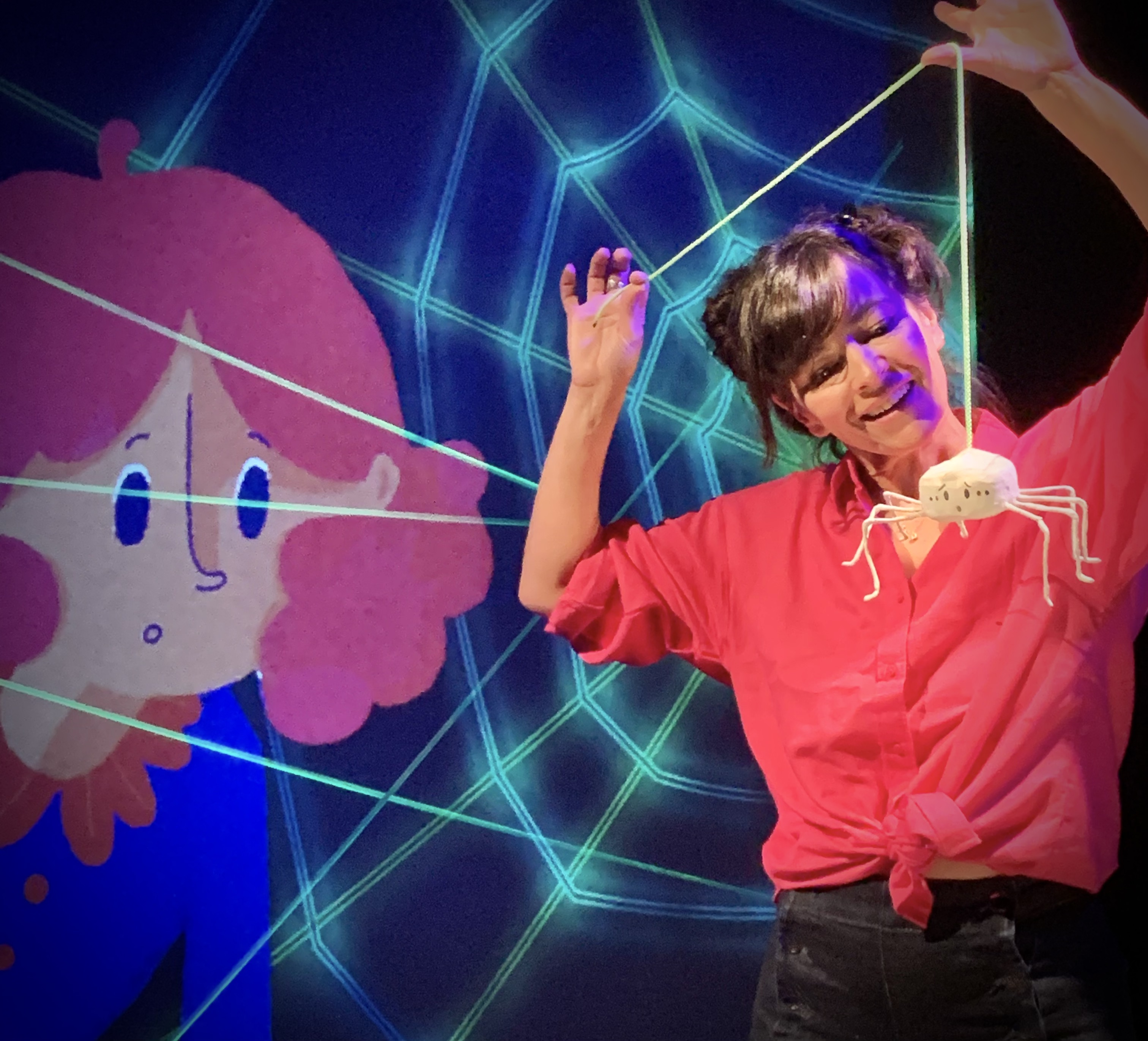
Zoé dans les nuages - création jp 2023

- Plongées Immobiles volet 1 (2015) spectacle participatif d'après Jules Verne de Christian Chabaud, Nicole Charpentier (musique : Philippe Angrand) - Le Manipularium (Ollainville)Plongées Immobiles• Plongées Immobiles (2017 - 2019) spectacle professionnel d'après Jules Verne de Christian Chabaud, Nicole Charpentier (musique : Philippe Angrand) -  Théâtre Roublot - Voyages en Marionnette (Fontenay-sous-Bois) / Espaces & services culturels de l'Essonne (Breuillet, Lardy, Saint-Germain-lès-Arpajon, Bruyères-le-Châtel, Angerville) / Théâtre des Roches (Montreuil) / Théâtre d'Étampes / Théâtre de la Passerelle (Palaiseau)...Zoé dans les nuages - création jp 2023Zoé dans les nuages (2023) de Nicole Charpentier et Christian Chabaud (inspiré du livre L'Araignée blanche  de Nicolas Charentin et Megan LeSoeur-Vidy) - Saint-Germain-lès-Arpajon, Avrainville, Lardy, Breuillet, Saint-Michel-sur-Orge, Saint-Germain-lès-Corbeil, Marolles-en-Hurepoix, Le PLessis-Pâté...
- La Marionnette mystérieuse de Nicole Charpentier et Christian Chabaud (inspiré par les spectacles de Daru sur les mythes et les légendes) - Création à l'Opéra de Massy (15 mars 24) - Série représentations à saint-Germain-lès-Arpajon (mai 24).

### Articles de journaux
- Bernard Raffalli, « " Tristan et Yseult " pour mémoire », Le Monde,‎ 15 mars 1983 (lire en ligne).
- Olivier Bertrand, « Oh! les mains, un festival pour replacer la marionnette sur l'avant-scène », Libération,‎ 10 janvier 1995 (lire en ligne).
- Philippe Mellet, « Christian Chabaud, quand même », L'Ardennais, 18 septembre 2003
- Gilles Costaz, « Le Prince et les marionnettes », Politis, 22 mai 2003.
- Florence Amalou, « Le renouveau des spectacles de marionnettes », Le Monde,‎ 20 septembre 2006 (lire en ligne).
- Charles Silvestre, « Les enfants terribles de Vilar », L'Humanité,‎ 25 juillet 2007 (lire en ligne).
- Rédaction Le Parisien, « Les marionnettes, ce n'est pas que Guignol », Le Parisien,‎ 10 novembre 2011 (lire en ligne).
- Rédaction Le Républicain, « Petite marionnette est devenue grande », Le Républicain de l'Essonne,‎ 6 novembre 2013 (lire en ligne).
- Isoline Fontaine, « Un festival qui dépoussière les marionnettes », Le Parisien,‎ 7 novembre 2013 (lire en ligne).
- Rédaction L’Écho Républicain, « Tout savoir sur les marionnettes », L'Écho républicain,‎ 2 avril 2014 (lire en ligne).
- Isoline Fontaine, « Des marionnettes plein champ », Le Parisien,‎ 6 novembre 2014 (lire en ligne).

### Webographie
- « Les Champs de la marionnette en Essonne », sur le site de l'Académie de Versailles.
- « Les Champs de la marionnette. Festival &  Saison 2014/2015. 16ème édition en Essonne. Les compagnies en résidence. Les spectacles de Daru-Thémpô », sur le site de l'Académie de Versailles.
- « Compagnie Daru », sur le site de la Bibliothèque nationale de France.
- « Compagnie Daru - Thempo », sur le site du Centre national de documentation pédagogique.
- « Daru-Thémpô : Odyssée. Le résultat d’un travail de longue haleine comme compagnie et pôle de la marionnette en Essonne. », sur Horschamp,  site de la Revue Cassandre.
- « Compagnie Daru », sur Horschamp,  site de la Revue Cassandre.
- « Les Champs de la Marionnette », sur le site de la Communauté de communes de l'Arpajonnais.